# Sabine (rivier)
De Sabine (Engels: Sabine River) is een rivier met een lengte van 820 km die ontstaat door de samenloop van enkele kleinere rivieren in het oosten van de Amerikaanse staat Texas. De rivier is afgedamd en vormt het Toledo Bend Reservoir op de grens van de staten Texas en Louisiana. De verdere benedenloop van de Sabine vormt ook deze grens alvorens uit te monden in Sabine Lake en via Sabine Pass in de Golf van Mexico. Aan Sabine Lake, bij de samenvloeiing met Bayou Neches, bevindt zich de belangrijkste stad langs de loop van de rivier, Port Arthur (Texas).
- Library of Congress Control Number: sh85116201
- National Archives and Records Administration: 10046779
- Nationale Bibliotheek van Israël: 987007551187705171
- Virtual International Authority File: 137148570726624311827